# Darren Barber
Darren Barber, född den 26 december 1968 i Victoria, British Columbia, är en kanadensisk roddare.
Han tog OS-guld i åtta med styrman i samband med de olympiska roddtävlingarna 1992 i Barcelona.